# Скворцовский (Иркутская область)
Скворцовский (Скворцовск) - исчезнувший участок, входивший в состав Батаминского муниципального образования Зиминского района Иркутской области.

## История
Основан в 1850 году. В 1920-е-1930-е годы посёлок входил в состав Верхне-Зиминского сельсовета Зиминского района. Согласно переписи 1926 года, насчитывалось 39 хозяйств, проживало 209 человек (102 мужчины и 104 женщины).В конце 1930-х годов Скворцовский был довольно большим населённым пунктом, центральная его улица имела длину больше километра. В то время в населённым пункте был колхоз, который до Великой Отечественной войны носил имя Сталина, а также коровник, птицеферма, школа. В 1950-х годах руководством совхоза «Зиминский» проводился эксперимент «Сологубово», в результате которого было построено одноимённое село (агрогородок). Жителей участка Скворцовский и деревни Верхняя Зима планировалось переселить в новый посёлок. В Скворцовском были закрыты все предприятия и школа. Большинство жителей ходили на работу в Сологубово, и через некоторое время (1970-е) участок Скворцовский перестал существовать. На топографической карте Генштаба СССР 1985 года этот населённый пункт отмечен как нежилой